# Eduardo Vilariño Pintos
Eduardo Vilariño Pintos (Santiago de Compostela, 21 de noviembre de 1942), es un jurista español especializado en derecho internacional y catedrático de universidad.

## Biografía
Después de cursar el bachillerato en el Instituto Arzobispo Gelmírez de Santiago de Compostela, se licenció en Derecho en la Universidad de Santiago de Compostela, siguiendo la tradición familiar de su abuelo, Eduardo Vilariño Magdalena, que fuera catedrático de Elementos de Derecho Natural en esa universidad, y alcalde de Santiago de Compostela entre 1904 y 1906, y de su padre, José Vilariño de Andrés-Moreno, que fue jefe de protocolo de la misma universidad.
Una vez licenciado, continuó en la universidad compostelana como profesor adjunto interino. En el curso 1959-1960, con la llegada de Antonio Poch Gutiérrez de Caviedes, por concurso de traslado, a la cátedra de Derecho Internacional Público y Privado, procedente de la Universidad de Valladolid, Vilariño fue su ayudante, y Poch dirigió su tesis  doctoral, "La extradición en España: contribución a su estudio iuspositivo", leída en el año 1970. En el año siguiente, el profesor Poch fue propuesto para ocupar la cátedra de Derecho Diplomático y Consular de la Facultad de Ciencias Políticas y Sociología de la Universidad Complutense de Madrid, de la que fue titular hasta a su jubilación, el 7 de febrero de 1982. El doctor Vilariño Pintos lo acompañó como adjunto, luego fue profesor titular y, finalmente, sucedió al doctor Poch en esta cátedra a su jubilación.

## Legado
En septiembre de 2010, la Biblioteca "Concepción Arenal" de la USC enriqueció sus fondos al recibir un importante donativo del profesor Vilariño Pintos. Se trataba de la biblioteca que fuera de su abuelo Eduardo Vilariño Magdalena, completada por su padre José Vilariño de Andrés-Moreno hasta 1935. Consta de algo más de 400 ejemplares entre libros, discursos, folletos y algún manuscrito que, en conjunto, constituye una colección de indudable valor histórico, testimonial y bibliográfico con obras que se remontan al siglo XVI.
En realidad, la donación de Eduardo Vilariño Pintos había comenzado hacía ya años con una primera entrega  a la antigua biblioteca de la Facultad de Derecho de la Universidad de Santiago de ejemplares del siglo XIX de la Gaceta de Madrid, entre otros. Más recientemente, en 2005, continuó con la aportación de la Jurisprudencia Civil, lo que posibilitó cubrir bastantes lagunas en la colección que ya tenía la Biblioteca "Concepción Arenal" y, sobre todo, la Jurisprudencia Criminal, de la que la biblioteca tenía una colección muy pobre, que fue sustituida por esta, al estar completa desde el Tomo 1 (1871) al Tomo 135 (1935). Este segundo legado quedó aceptado formalmente en el Consejo de Gobierno de la USC del 22 de junio de 2004, en el que se acordó por asentimeinto proponer al Consejo Social de la Universidad «la aceptación de la donación de 334 volúmenes de jurisprudencia civil y criminal editada por la Revista de Legislación y Jurisprudencia, donados por don Eduardo Vilariño Pintos de conformidad con el contrato que se anexa. El secretario general, en nombre de la USC, le agradeció al profesor Vilariño su donación, que pasa a formar parte de la Biblioteca "Concepción Arenal"».
Aunque el legado donado en 2010 comprende fundamentalmente obras de los siglos XIX y XX, hay que destacar otras como el Corpus Iuris Canonici emendatum et notis illustratum, en tres volúmenes, publicado en Lyon en 1591 y en muy buen estado, los volúmenes de la Novísima Recopilación de las leyes de España, o El Fuero Viejo de Castilla, en preciosa edición de la imprenta de Joachin Ibarra. Figuran en los volúmenes algunos ex libris que quizás mereciesen un estudio pormenorizado y que nos hablan de sus amistades, compañeros y relaciones. Como académico que fue, de Eduardo Vilariño Magdalena se conservan algunos discursos o contestaciones suyas. Algunos ejemplares son manuales de autores italianos o franceses, y no faltan obras de autores españoles de una época importante del derecho español.

## Obra
Además de numerosos artículos en revistas especializadas, como la Revista Española de Relaciones Internacionales, la Revista de Instituciones Europeas, o el Anuario Hispano-Luso-Americano de derecho internacional, y varios capítulos en obras colectivas, destacan sobre todo sus monumentales obras:
- Curso de derecho diplomático y consular: parte general y textos codificadores (Tecnos, 1987. ISBN 978-84-309-1477-3)
- La construcción de la Unión Europea (2ª ed. Arco Libros, 1996. ISBN 978-84-7635-217-4)
- Curso de Derecho Diplomático y Consular: Parte General y Derecho Diplomático (2ª ed. Tecnos, 2007. ISBN 978-84-309-4672-3)